# Сан-Игнасио (Синалоа)
Сан-Игнасио (исп. San Ignacio) — город и административный центр одноимённого муниципалитета в Мексике, в штате Синалоа. Численность населения, по данным переписи 2010 года, составила, 4543 человека.

## Общие сведения
Название San Ignacio дано в честь святого Игнатия де Лойола.
Первое упоминание о поселении относится к  1531 году.